# Concepción (Chili)
Concepción is een regiohoofdstad en gemeente in de Chileense provincie Concepción in de regio Biobío. Concepción telde 223.574 inwoners in 2017 en heeft een oppervlakte van 222 km².
De naam van de luchthaven van Concepción is Carriel Sur. Deze op een na belangrijkste luchthaven van dit land ligt op een uur vliegen van de hoofdstad.
Tussen 2000 en 2010 was de burgemeester van Concepción een vrouw met roots in België (Jacqueline van Rysselberghe): Haar ouders zijn afkomstig van Gent. Dit is een van de voorbeelden van de verbintenis tussen Gent en Concepción. Zo zijn er uitwisselingsprojecten tussen deze steden. Ieder jaar worden er internationale lezingen georganiseerd in deze steden om elkaar te promoten.

## Aardbevingen
Op 8 februari 1570, 25 mei 1751, en 20 februari 1835 werd de stad getroffen door sterke aardbevingen (8,3 - 8,5 op de schaal van Richter). Elke keer werd de stad verwoest. De aardbeving van 1835 is beschreven door Charles Darwin, die in Chili was tijdens zijn tweede reis met de HMS Beagle.
Op 27 februari 2010 werd Concepción getroffen door een aardbeving met, naar schatting, een kracht van 8,8 op de schaal van Richter.
Concepción lag op 90 kilometer van het centrum van de beving en was de zwaarst getroffen stad. Na de aardbeving duurde het dagen voor nutsvoorzieningen zoals gas, water en vooral elektriciteit weer voorhanden waren. Na de beving sliepen mensen buiten omdat door de vele naschokken gevaar bestond op een nieuwe zware beving. Na dagen van plunderingen en geweld zetten de Chileense autoriteiten het leger in om de orde te herstellen.
Bij Concepción mondt de Río Biobío uit in de Grote Oceaan.

## Partnersteden
- La Plata (Argentinië)
- Minnesota (Verenigde Staten)
- Bethlehem (Palestina)
- Monterrey (Mexico)
- Auckland (Nieuw-Zeeland)
- Cascavel (Brazilië)
- Ecuador (Ecuador)
- Guayaquil (Ecuador)
- Wuhan (Volksrepubliek China)

## Geboren
- José Joaquín Prieto Vial (1786-1854), president van Chili
- Manuel Bulnes Prieto (1799-1866), president van Chili
- Aníbal Zañartu (1847-1902), president van Chili
- Luis Altamirano (1876-1938), president van Chili

## Galerij

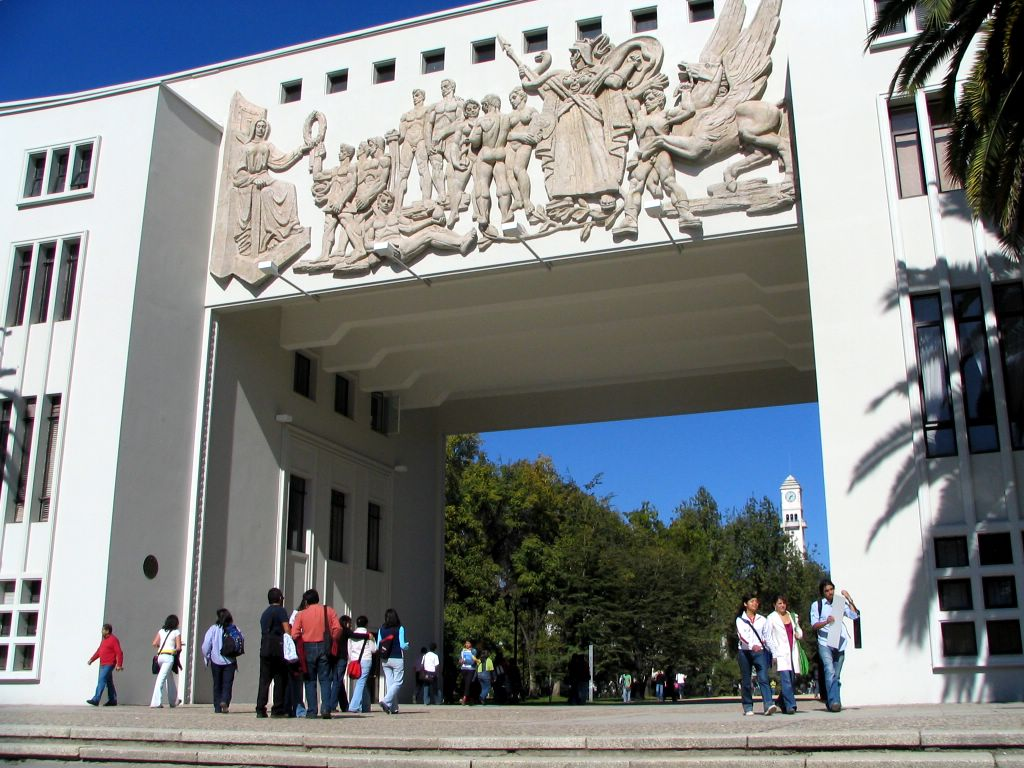
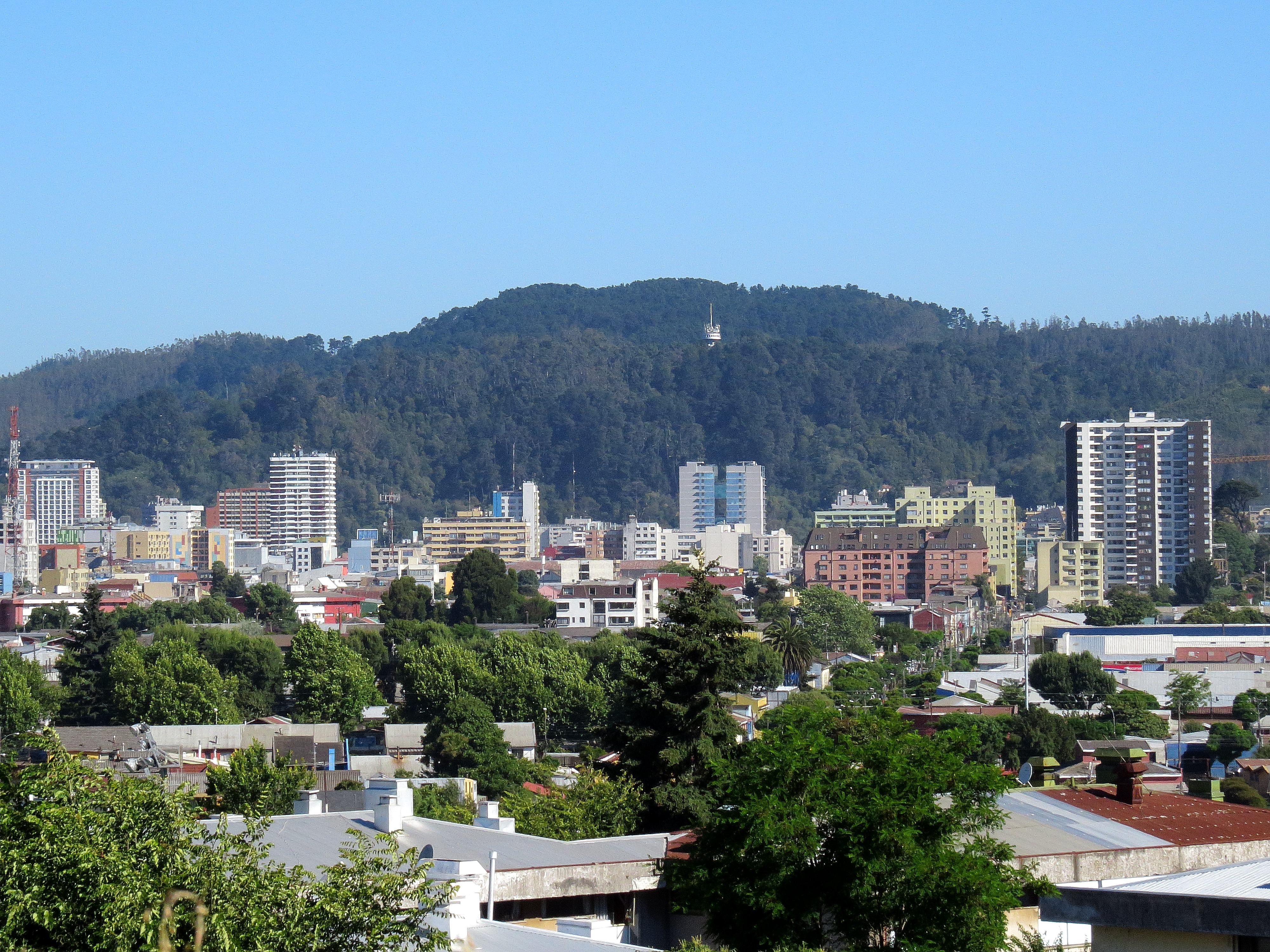
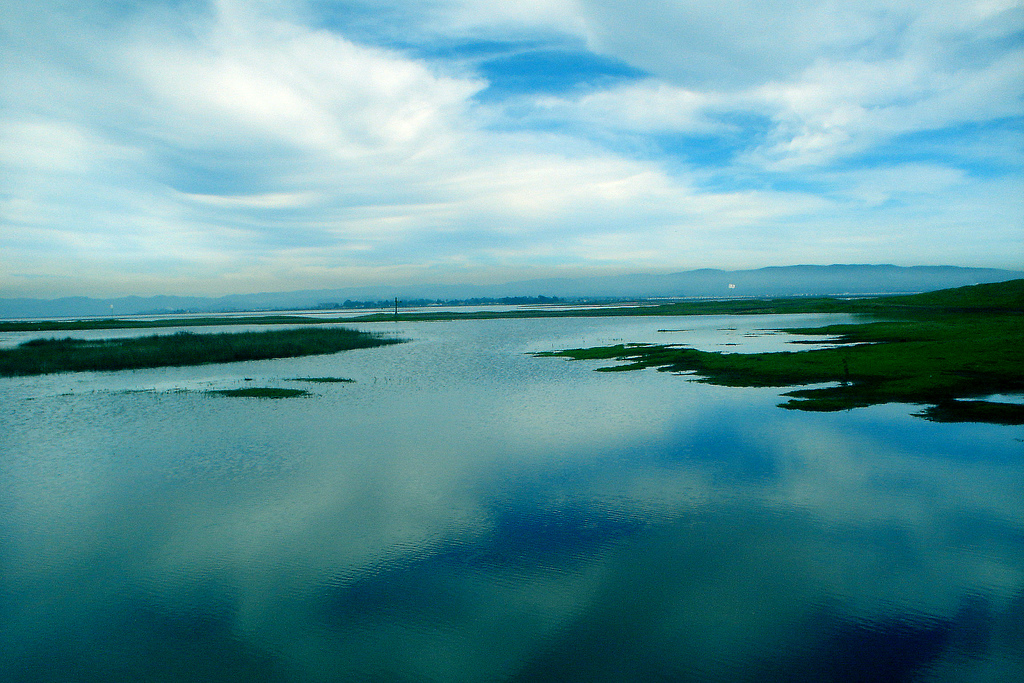
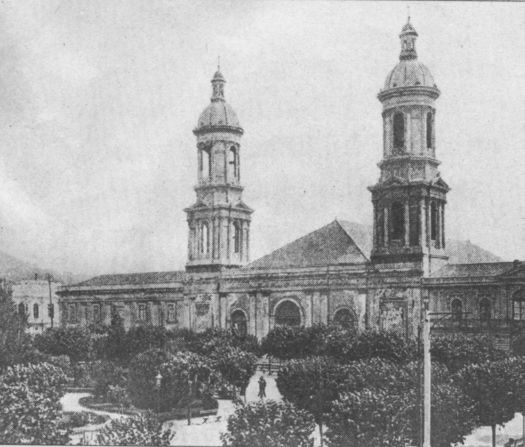
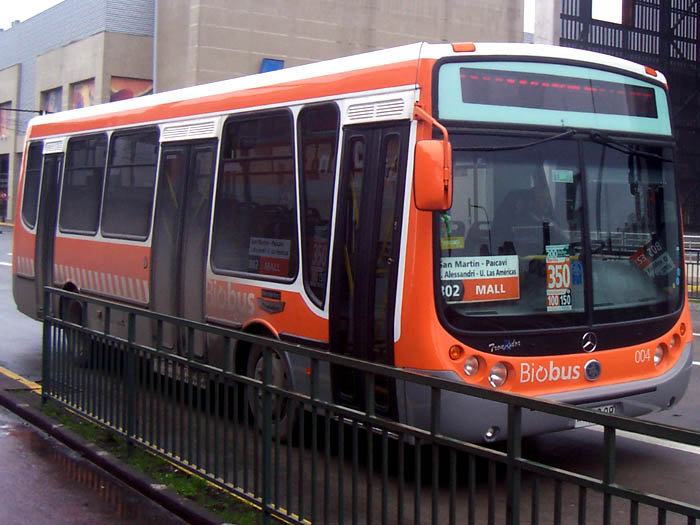
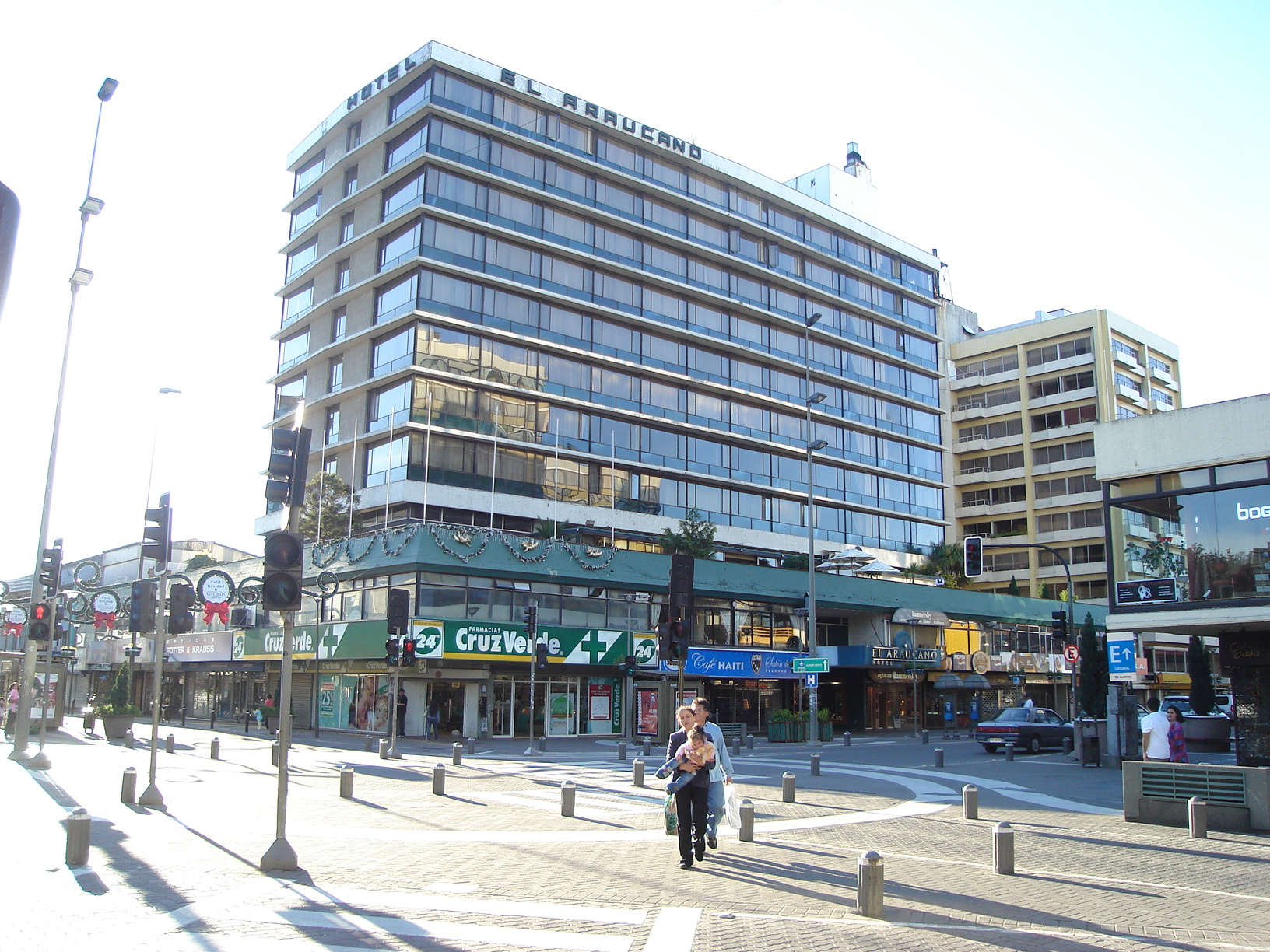
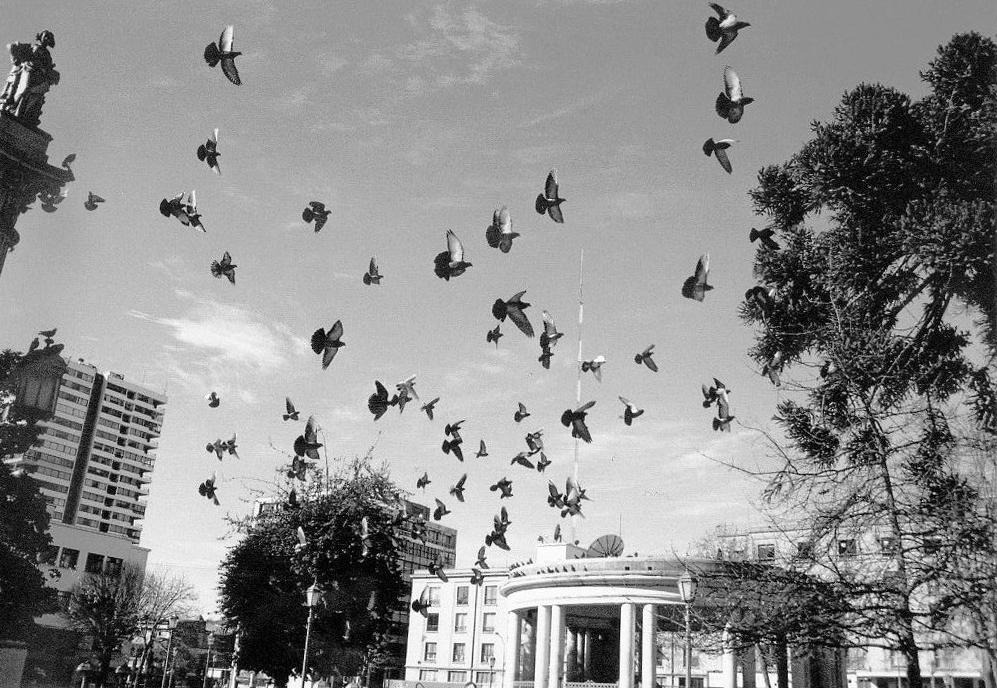